# Hernando Lamberto
Hernando Lamberto fue un escultor holandés, nacido en Ámsterdam y  establecido en España, en la ciudad Jerez de la Frontera. Las primeras noticias documentales que se tienen de él lo sitúan en Jerez en 1578, como "entallador de piedra y madera". En 1587 era vecino de la collación de San Dionisio, en la calle Carpintería. Realizó esculturas, retablos y obras de carpintería para Jerez y municipios de su entorno. Casó en primera nupcias con Úrsula de Salinas y en segundas con Catalina López. En 1600 entró en su taller como aprendiz Francisco Benítez, natural de Lebrija. Sus últimos trabajos conocidos son de 1616.

## Obras
- San Mateo, retablo mayor de la Parroquial de San Mateo, Jerez, 1591.
- San Juan Bautista y San Sebastián, Retablo de la familia Dávila, Colegial de Jerez, 1592.
- San Diego de Alcalá, Vejer de la Frontera, 1592.
- San Diego de Alcalá, El Puerto de Santa María, 1593.
- Nuestra Señora de los Remedios, Conil de la Frontera, 1595.
- Nuestra Señora del Rosario, Chiclana de la Frontera, 1595.
- Virgen con el Niño, Puerto Real, 1595.
- Coronación de Espinas y Flagelación, Convento de Santo Domingo, Jerez, 1596.
- Santa Mónica, El Puerto, 1596.
- Tabernáculo de San Joaquín, Monasterio de Santo Domingo, Jerez, 1597.
- Nuestra Señora de la Concepción y su retablo, Monasterio de San Francisco, Jerez, 1597.
- Seis esculturas para el retablo del Convento de los Jerónimos, Bornos, 1598.
- Retablo de la Virgen de Consolación, Monasterio de Santo Domingo, Jerez, 1601.
- Reja para la Capilla Mayor del Convento de San Francisco, Jerez, 1601.
- Caja para el Santísimo, Monasterio de la Trinidad, Jerez, 1602.
- Santa Ana, Convento de la Merced, Jerez, 1602.
- Retablo de San Antonio, Convento de San Francisco, Lebrija, 1602.
- Retablo de la Capilla de Belén, Convento de la Victoria, Jerez, 1603.
- San José con el Niño, Monasterio de la Trinidad, Tarifa, 1603.
- Sepulcro de Cristo, Convento de Madre de Dios, Jerez, 1603.
- Retablo del Racionero Chirriaga, Cartuja de Jerez, 1604.
- San Blas, Convento de la Trinidad, Jerez, 1605.
- Sagrario, Convento de San Francisco, El Puerto, 1605.
- Retablo de San Ramón Nonato, Convento de la Merced, 1606.
- Retablo de la Virgen del Rosario, Trebujena, 1609.
- Nuestra Señora de los Ángeles, Convento de Santo Domingo, Alcalá de los Gazules, 1609.
- San Sebastián, Paterna de Rivera, 1609.
- San Blas, Convento de la Victoria, Medina Sidonia, 1613.
- Relicarios en el Santuario de la Virgen de la Caridad, Sanlúcar de Barrameda, 1612.
- Tabernáculo, Parroquial de Santiago, Jerez, 1616.